# جورج بویست (بازیکن فوتبال)
جورج بویست (انگلیسی: George Buist؛ زادهٔ q4 1883) بازیکن فوتبال اهل بریتانیا است.
از باشگاه‌هایی که در آن بازی کرده‌است می‌توان به باشگاه فوتبال لینکولن سیتی اشاره کرد.